# Helius (Helius) garcianus
Helius (Helius) garcianus is een tweevleugelige uit de familie steltmuggen (Limoniidae). De soort komt voor in het Oriëntaals gebied.